# Liste der Auslandsvertretungen Norwegens

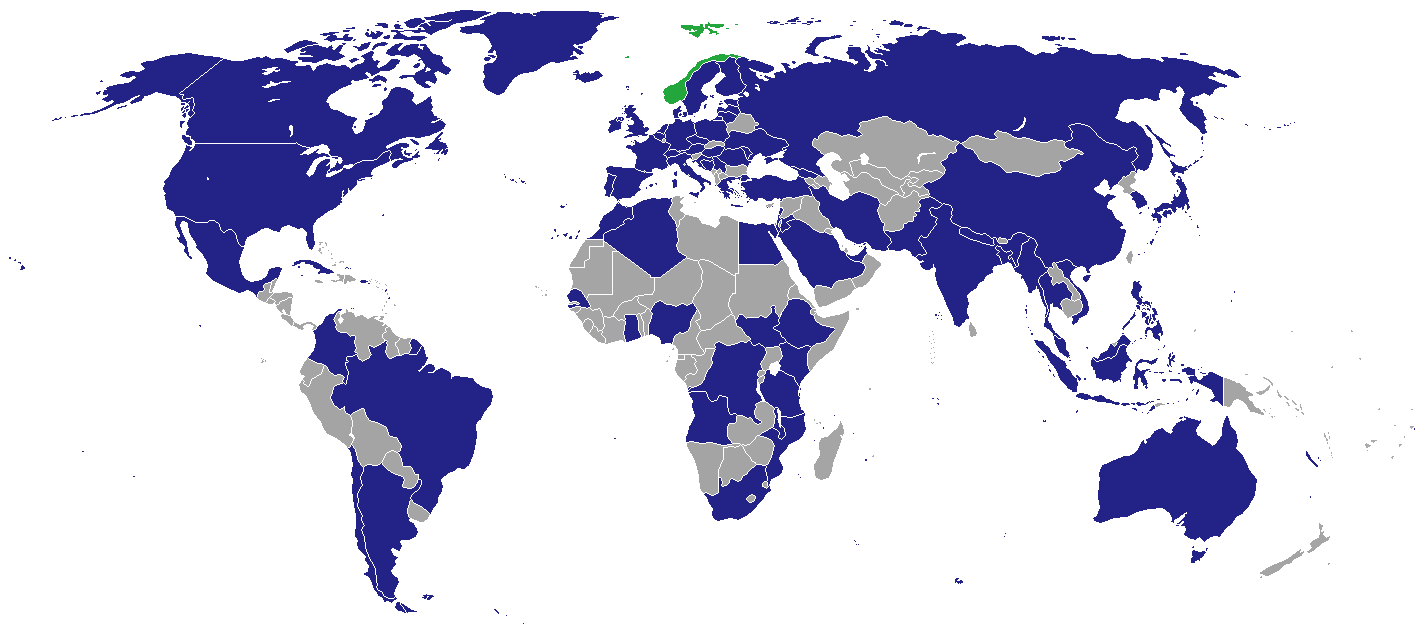
Standorte der diplomatischen Vertretungen Norwegens

Dies ist eine Liste der diplomatischen Vertretungen Norwegens.

## Diplomatische Vertretungen

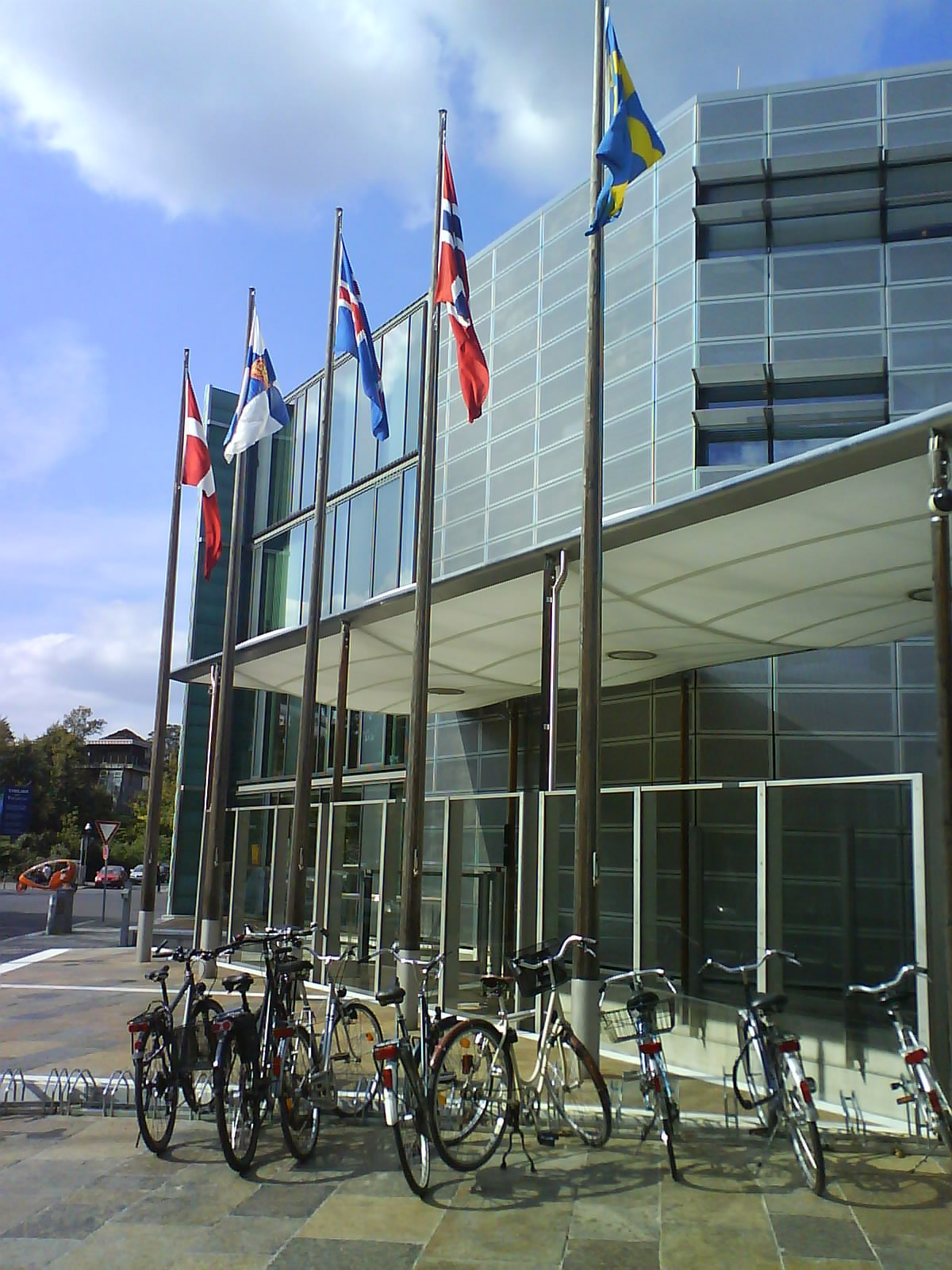
Norwegische Botschaft in Berlin

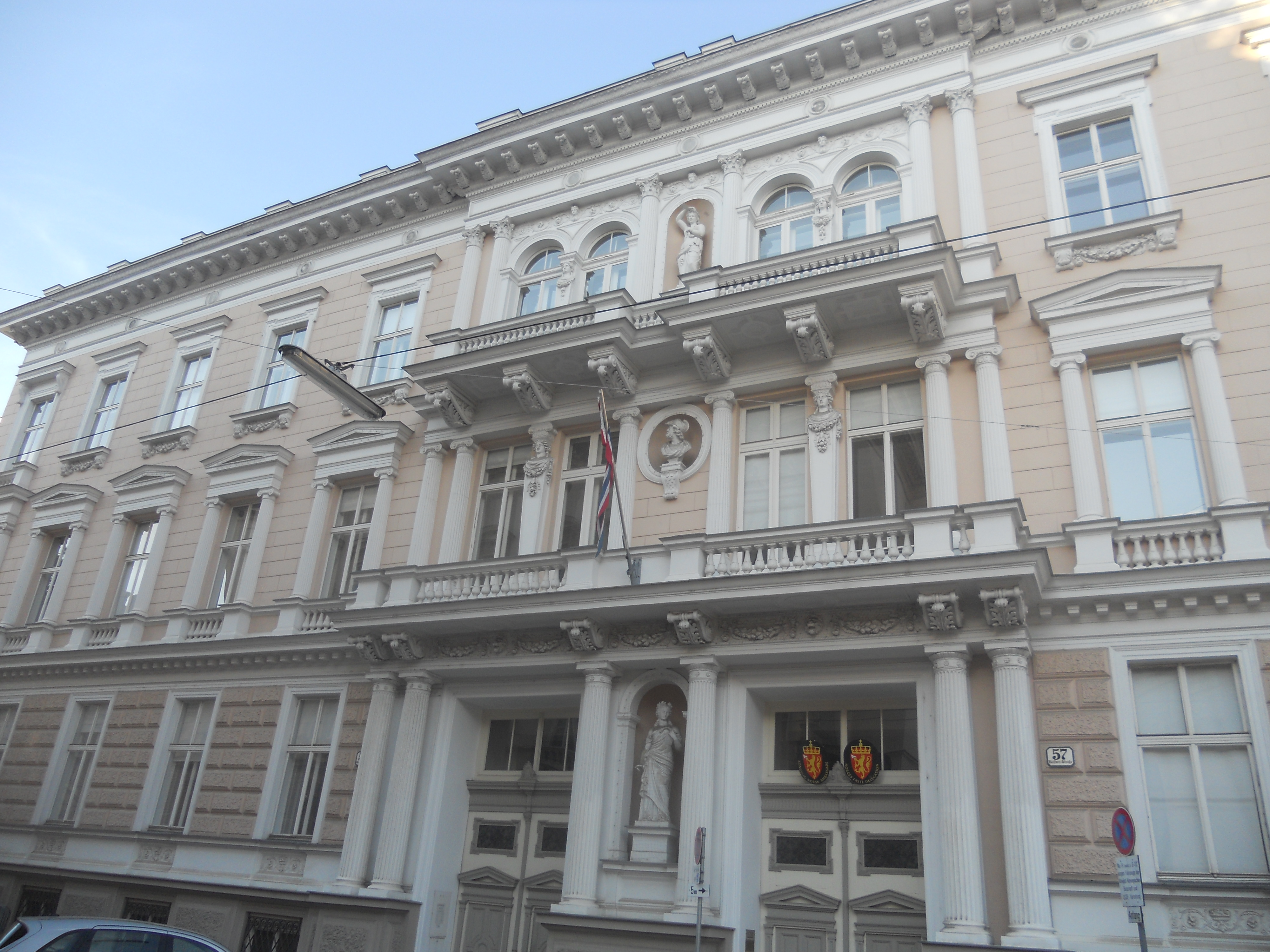
Norwegische Botschaft in Wien

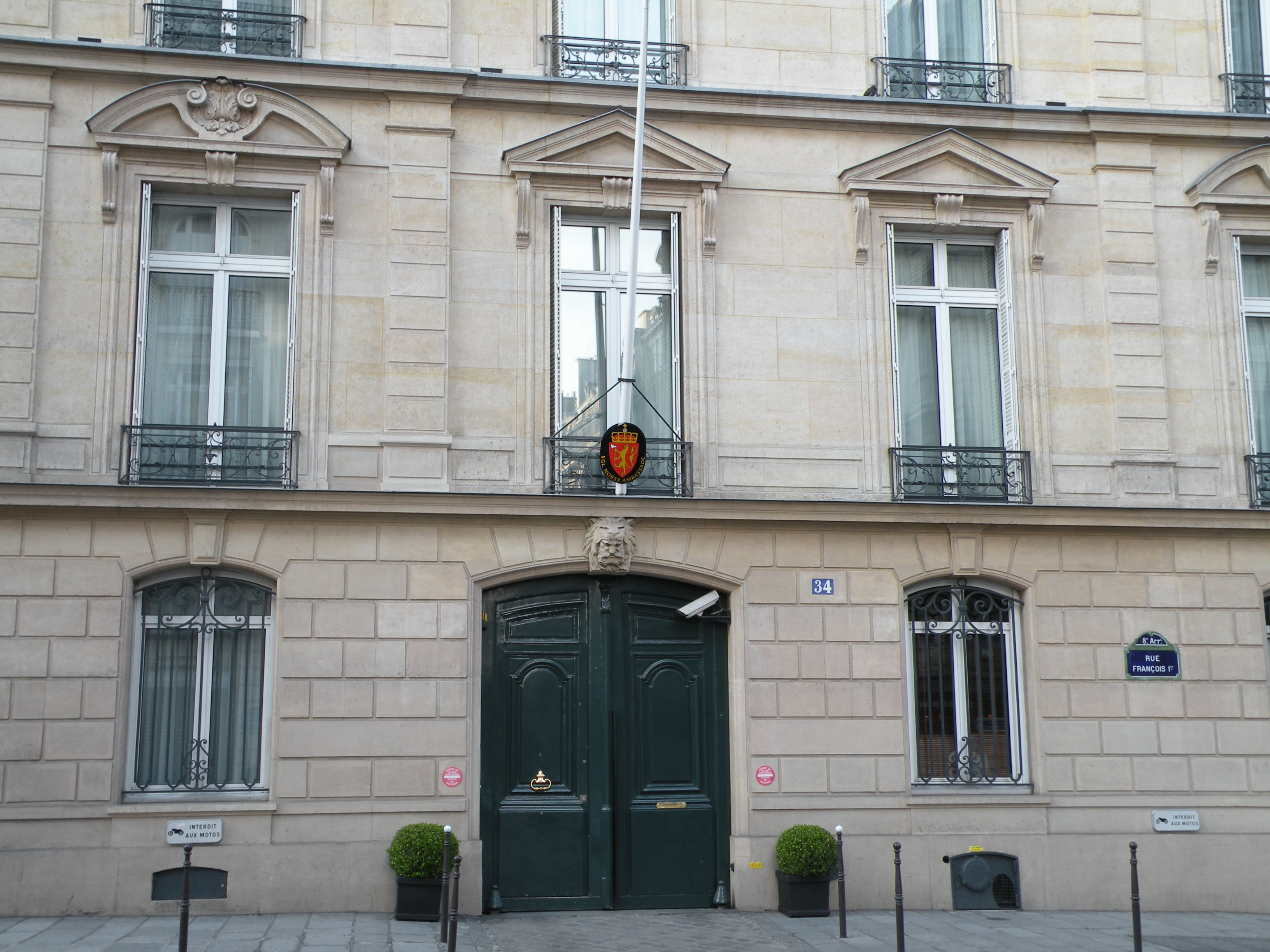
Norwegische Botschaft in Paris

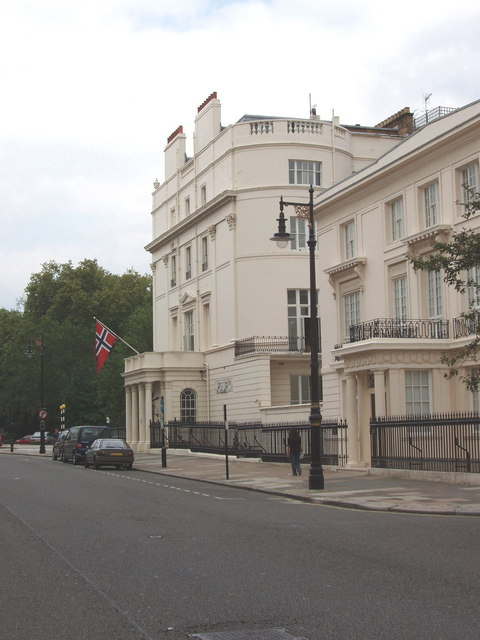
Norwegische Botschaft in London

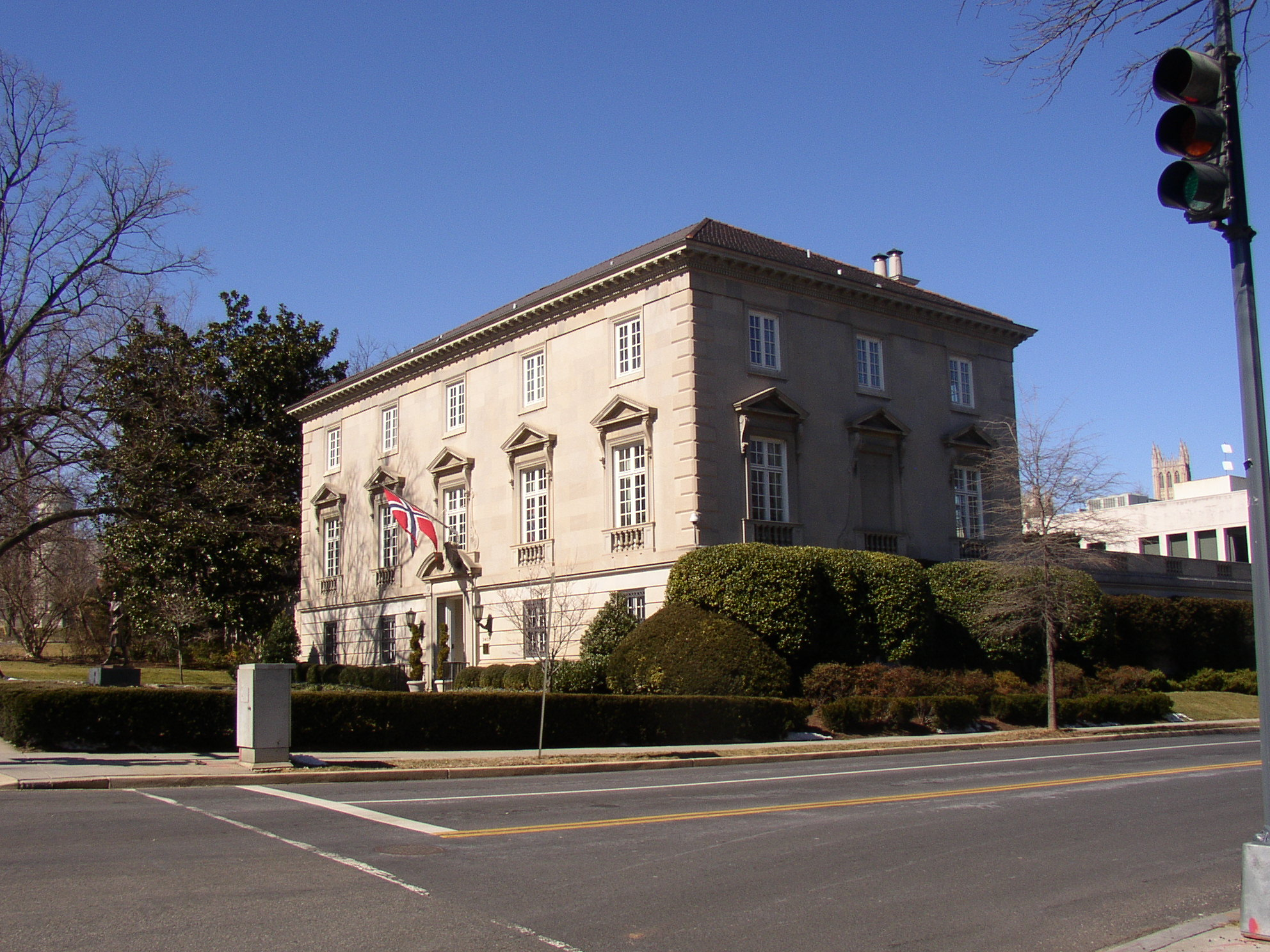
Norwegische Botschaft in Washington, D.C.

### Afrika
| - Ägypten: Kairo, Botschaft - Algerien: Algier, Botschaft - Angola: Luanda, Botschaft - Äthiopien: Addis Abeba, Botschaft - Demokratische Republik Kongo: Kinshasa, Botschaft - Ghana: Accra, Botschaft - Kenia: Nairobi, Botschaft - Madagaskar: Antananarivo, Botschaftsbüro - Malawi: Lilongwe, Botschaft | - Marokko: Rabat, Botschaft - Mosambik: Maputo, Botschaft - Nigeria: Abuja, Botschaft - Südafrika: Pretoria, Botschaft - Sudan: Khartum, Botschaft - Südsudan: Juba, Botschaft - Tansania: Daressalam, Botschaft - Uganda: Kampala, Botschaft |

### Asien
| - Bangladesch: Dhaka, Botschaft - Volksrepublik China: Peking, Botschaft - Volksrepublik China: Guangzhou, Generalkonsulat - Volksrepublik China: Shanghai, Generalkonsulat - Indien: Neu-Delhi, Botschaft - Indien: Mumbai, Generalkonsulat - Indonesien: Jakarta, Botschaft - Irak: Bagdad, Botschaft - Iran: Teheran, Botschaft - Israel: Tel Aviv, Botschaft - Japan: Tokyo, Botschaft - Jordanien: Amman, Botschaft - Kasachstan: Astana, Botschaft - Libanon: Beirut, Botschaft - Malaysia: Kuala Lumpur, Botschaft | - Myanmar: Rangun, Botschaft - Nepal: Kathmandu, Botschaft - Pakistan: Islamabad, Botschaft - Palästina: Ramallah, Verbindungsbüro - Philippinen: Manila, Botschaft - Saudi-Arabien: Riad, Botschaft - Saudi-Arabien: Dschidda, Generalkonsulat - Singapur: Singapur, Botschaft - Sri Lanka: Colombo, Botschaft - Südkorea: Seoul, Botschaft - Thailand: Bangkok, Botschaft - Vereinigte Arabische Emirate: Abu Dhabi, Botschaft - Vietnam: Hanoi, Botschaft |

### Australien und Ozeanien
- Australien: Canberra, Botschaft

### Europa
| - Belgien: Brüssel, Botschaft - Bosnien und Herzegowina: Sarajevo, Botschaft - Bulgarien: Sofia, Botschaft - Dänemark: Kopenhagen, Botschaft - Deutschland: Berlin, Botschaft - Deutschland: Düsseldorf, Konsulat - Estland: Tallinn, Botschaft - Finnland: Helsinki, Botschaft - Frankreich: Paris, Botschaft - Griechenland: Athen, Botschaft - Irland: Dublin, Botschaft - Island: Reykjavík, Botschaft - Italien: Rom, Botschaft - Kosovo: Priština, Botschaft - Kroatien: Zagreb, Botschaft - Lettland: Riga, Botschaft - Litauen: Vilnius, Botschaft - Niederlande: Den Haag, Botschaft - Niederlande: Rotterdam, Generalkonsulat - Österreich: Wien, Botschaft | - Polen: Warschau, Botschaft - Portugal: Lissabon, Botschaft - Rumänien: Bukarest, Botschaft - Russland: Moskau, Botschaft - Russland: St. Petersburg, Generalkonsulat - Russland: Murmansk, Konsulat - Schweden: Stockholm, Botschaft - Schweiz: Bern, Botschaft - Schweiz: Genf, Generalkonsulat - Schweiz: Zürich, Generalkonsulat - Serbien: Belgrad, Botschaft - Slowakei: Bratislava, Botschaft - Spanien: Madrid, Botschaft - Spanien: Barcelona, Generalkonsulat - Tschechien: Prag, Botschaft - Türkei: Ankara, Botschaft - Türkei: Istanbul, Generalkonsulat - Ukraine: Kiew, Botschaft - Ungarn: Budapest, Botschaft - Vereinigtes Königreich: London, Botschaft |

### Nordamerika
| - Guatemala: Guatemala-Stadt, Botschaft - Kanada: Ottawa, Botschaft - Kuba: Havanna, Botschaft - Mexiko: Mexiko-Stadt, Botschaft | - Vereinigte Staaten: Washington, D.C., Botschaft - Vereinigte Staaten: Houston, Generalkonsulat - Vereinigte Staaten: New York, Generalkonsulat - Vereinigte Staaten: San Francisco, Generalkonsulat |

### Südamerika
| - Argentinien: Buenos Aires, Botschaft - Brasilien: Brasília, Botschaft - Brasilien: Rio de Janeiro, Generalkonsulat | - Chile: Santiago de Chile, Botschaft - Kolumbien: Bogotá, Botschaft |

## Vertretungen bei internationalen Organisationen
- Europäische Union: Brüssel, Mission
- Europarat: Straßburg, Ständige Vertretung
- NATO: Brüssel, Ständige Vertretung
- Vereinte Nationen: New York, Ständige Vertretung
- Vereinte Nationen: Genf, Ständige Vertretung
- Vereinte Nationen: Nairobi, Ständige Vertretung
- Organisation für Sicherheit und Zusammenarbeit in Europa (OSZE): Wien, Ständige Vertretung
- Organisation der Vereinten Nationen für Erziehung, Wissenschaft und Kultur (UNESCO): Paris, Ständige Vertretung